# Pavel Fabricius
Pavel Fabricius (1519/1529 Lubáň? – 20. dubna 1589 Vídeň) byl osobní lékař císaře Maxmiliána II., matematik, astronom, botanik, kartograf a dvorní falckrabí.
Od roku 1533 působil na filosofické a od roku 1558 na lékařské fakultě vídeňské univerzity.
V roce 1569 zřejmě na objednávku moravských stavů pořídil první mapu Moravy – Moravia marchionatus s německým názvoslovím, na které byla také zobrazena část Dolních Rakous s Vídní.

## Moravia marchionatus
Mapa má měřítko 1 : 288 000, rozměry 95 x 85 cm (946 x 846 mm), český i německý popis, jako první z našich map geografickou síť na rámu a značkový klíč. Vodopis je zobrazený poměrně přesně, pouze na severu je zaměněna Odra za Ostravici. Znázornění horopisu ovšem není příliš věrné. Mapa byla vytvořena v lichoběžníkovém kartografickém zobrazení, ale ne s příliš velkou přesností. Byla vyryta do šesti měděných desek, které byly později ukradeny. Poměrně velké měřítko bylo zvoleno, aby mapa mohla být využitelná i pro vojenské účely, protože Moravu a Dolní Rakousko ohrožovaly turecké armády. Dokladem toho je i modlitba za uchránění země od nájezdů, která je k mapě připojena. Fabriciova mapa Moravy byla otištěna také v Orteliově atlasu.
V současnosti existuje sedm výtisků této mapy. Jeden z nich je součástí Mollovy sbírky, která je uložena v Moravské zemské knihovně v Brně.